# Аксёнов-Меерсон, Михаил Георгиевич
Михаил Георгиевич Аксёнов-Меерсон (род. 14 августа 1944 или 1944, Москва, РСФСР, СССР) — религиозный и общественный деятель российской эмиграции, священник храма Христа Спасителя Православной церкви в Америке (Нью-Йорк).

## Биография
Родился в 1944 году в Москве. В 1952 году был крещён в православной церкви. Окончил исторический факультет МГУ по кафедре русской истории.
Начал свою религиозную деятельность в 1965 году под влиянием русской религиозной философии и знакомства с протоиереем Александром Менем. Занимался христианским самиздатом, организацией религиозного просвещения и правозащитной деятельностью.
В декабре 1972 года через Австрию эмигрировал в Израиль. Учился в Свято-Сергиевском институте в Париже и институте «Ecole biblique» в Иерусалиме. В 1977 году переехал в США, где окончил Свято-Владимирскую православную духовную семинарию (город Йонкерс, штат Нью-Йорк) со степенью доктора богословия, здесь же рукоположён в священники в 1978 году. Ученик и близкий друг отца Александра Шмемана.
С 1974 по 1993 год вёл религиозные передачи на радио «Свобода». В 1980-х годах редактировал альманах «Путь». Автор книг «Православие и свобода» (Бенсон: Издательство В. Чалидзе, 1986), «Империй призрачных орлы» (Franc-Tireur USA, 2014).
Преподает Ветхий и Новый Завет в Свято-Тихоновской семинарии.
Женат на Ольге Меерсон (урожд. Шнитке).

## Публикации
статьи
- Американское православие // Ежегодник Православной церкви в Америке. — New York : Orthodox church in America. — Кн.2 : 1976 : Православная Америка 1794—1976. — New York : Orthodox church in America, 1976. — С. 16-23.
- Соловьев в наши дни // Жизнь и творческая эволюция Владимира Соловьева. — Bruxelles : Жизнь с Богом, 1977 (Impr. en Belgique par Gedit S.A.). — С. — IX—XIV.
- Жизнь Церкви // Ежегодник Православной церкви в Америке. — New York : Orthodox church in America. — Кн. 4 : 1978. — New York : Orthodox church in America, 1978. — С. 13-23.
- Внутренние сообщения церковной жизни // Ежегодник Православной церкви в Америке. — New York : Orthodox church in America. — Кн. 5. — New York : Orthodox church in America, 1979. — С. 9-29.
- Религиозные запросы и проблемы советского общества // СССР : Внутренние противоречия: Сб. / Ред. В. Н. Чалидзе. — New York : Chalidze Publications. — Вып. 14. / Ред. В. Н. Чалидзе ; Отв. ред. С. Максудов. — New York : Chalidze Publications, 1985. — С. 52-85.
- Предисловие // Чин Крещения и миропомазания. Церковно-славянский текст с русским переводом / Пер. Анри Волохонского. Под ред. и предисл. о. Аксенова-Меерсона. Изд. подготовил Д. Покровский. — М.: Путь (альманах); Храм Христа Спасителя (Нью-Йорк), 1994. — 66 с.
- В гостях у о. Ильи Шмаина в Иерусалиме (Окончание) // Новый журнал, 2009. — № 256.
- Иммигранты карпатороссы, русское духовенство и их каноническое признание // Журнал Московской Патриархии. — 2011. — № 6. — С. 54-62.
- «Русь Червонная» // Журнал Московской Патриархии. — 2014. — № 8. — С. 54-61.
- Анри Волохонский. Памяти его слова // «Дары». 2018. — № 4. — С. 130—141.
- Рене Маришаль, Александр Мень и журнал христианской культуры «Символ» // Хрiстiанос : Альманах / Гл. ред. Н. Большакова; науч.-ред. совет Г. Чистяков, В. Зелинский, А. Десницкий. — Рига : Фонд им. Александра Меня (ФиАМ) (Р). — Вып. XXIX : / Гл. ред. Н. Большакова-Минченко ; Предисловие от ред-ции. — Рига : Фонд им. Александра Меня, 2020. — С. 292—338.

книги
- Православие и свобода. Сборник статей. — Benson, Vermont: Chalidze publications, 1986. — 180 с.
- Созерцанием Троицы Святой… Парадигма Любви в русской философии троичности. — К.: Дух i Литера, 2008. — 328 c.
- Империй призрачных орлы: Повесть о том, как русская епархия в Америке оказалась решающим фактором в развязывании Первой Мировой Войны. — USA : Franc-Tireur, 2014. — 259 с. — ISBN 9781312382770
  - Империй призрачных орлы. Как русская епархия в Америке послужила фактором в развязывании Первой мировой войны. — СПб.: Алетейя, 2021. — 254 c. — ISBN 978-5-00165-240-3

интервью
- Еврейское самосознание и православное христианство // Континент. 2002. — № 111. — С. 337—346.